# Петтерссон, Ронни
Ро́нни Пе́ттерссон (швед. Ronney Pettersson; 26 апреля 1940, Швеция — 26 сентября 2022) — шведский футболист, играл на позиции вратаря. Участник чемпионата мира по футболу 1970 года.

## Биография

### Клубная карьера
В 1958 году Петтерссон перешёл в клуб лиги Аллсвенскан «Юргорден». В течение восьми сезонов он был резервным вратарём команды, поскольку основным голкипером «Юргордена» был Арне Арвидссон. В 1966 году Петтерссон стал основным вратарём «Юргордена» и играл за него в течение пяти сезонов, сыграв во всех матчах в лиге Аллсвенскан.
В 1971 году перешёл в «Худиксвалль», за который играл в течение шести сезонов. Завершил игровую карьеру в 1977 году.

### Карьера в сборной
Петттерсон сыграл 6 матчей за олимпийскую сборную Швеции. Дебютировал за сборную Швеции 27 июня 1966 года в товарищеском матче со сборной Югославии — та встреча завершилась со счётом 1:1.
Входил в заявку сборной Швеции на чемпионате мира по футболу 1970 года, но был запасным вратарём и на поле не выходил. Всего за сборную Швеции сыграл 17 матчей.

### Смерть
Скончался 26 сентября 2022 года в возрасте 82 лет.

## Достижения
«Юргорден»
- Победитель Аллсвенскан (1): 1966